# Natalja Kurowa
Natalja Borisowna Kurowa zam. Artamonowa (ros. Наталья Борисовна Курова zam. Артамонова, ur. 22 kwietnia 1962 w Moskwie) – rosyjska łyżwiarka szybka reprezentująca ZSRR, brązowa medalistka mistrzostw Europy.

## Kariera
Największy sukces w karierze Natalja Kurowa osiągnęła w 1986 roku, kiedy zdobyła brązowy medal podczas mistrzostw Europy w Geithus. W zawodach tych wyprzedziły ją jedynie Andrea Ehrig-Mitscherlich z NRD i Holenderka Yvonne van Gennip. W poszczególnych biegach była tam druga na 500 m, czwarta na 3000 m, trzecia na 1500 m oraz siódma na dystansie 5000 m. Była też między innymi czwarta na rozgrywanych rok później mistrzostwach Europy w Groningen, przegrywając walkę o podium z Jacqueline Börner z NRD. W 1984 roku wystartowała na igrzyskach olimpijskich w Sarajewie, gdzie rywalizację w biegu na 1500 m zakończyła na siódme  pozycji. Kilkukrotnie startowała w zawodach Pucharu Świata, przy czym dwukrotnie stawała na podium: 28 lutego 1987 roku w Helsinkach była trzecia na 500 m, a dzień później była trzecia na 1500 m. Najlepsze wyniki osiągnęła w sezonie 1986/1987, kiedy była dziewiętnasta w klasyfikacji końcowej 1000 m. W 1988 roku zakończyła karierę.